# Alfabeto inglés
El alfabeto inglés es el método actual de escritura del idioma inglés que consta de 26 letras.
| Mayúsculas |   |   |   |   |   |   |   |   |   |   |   |   |   |   |   |   |   |   |   |   |   |   |   |   |   |
| A          | B | C | D | E | F | G | H | I | J | K | L | M | N | O | P | Q | R | S | T | U | V | W | X | Y | Z |
| Minúsculas |   |   |   |   |   |   |   |   |   |   |   |   |   |   |   |   |   |   |   |   |   |   |   |   |   |
| a          | b | c | d | e | f | g | h | i | j | k | l | m | n | o | p | q | r | s | t | u | v | w | x | y | z |

La forma exacta de las letras impresas varía en función del tipo de letra. La forma de las letras manuscritas pueden diferir significativamente de la norma de forma impresa (y entre las individuales), especialmente cuando se escribe en estilo cursivo.
El inglés escrito también utiliza una serie de dígrafos, por ejemplo: Ch, Ph, Sh, Th, Wh, Bb, Dd, Ff, Gg, Ll, Rr, Ss, Tt; pero estos no se consideran parte del alfabeto.

## Nombres de las letras
- A = [eɪ]
- B = [bi]
- C = [si]
- D = [di]
- E = [iː]
- F = [ɛf]
- G = [dʒiː]
- H = [eɪtʃ]
- I = [aɪ]
- J = [dʒeɪ]
- K = [keɪ]
- L = [ɛl]
- M = [ɛm]
- N = [ɛn]
- O = [oʊ]
- P = [piː]
- Q = [kjuː]
- R = [ɑɹ]
- S = [ɛs]
- T = [tiː]
- U = [iuː]
- V = [viː]
- W = [ˈdʌbəl juː]
- X = [ɛks]
- Y = [waɪ]
- Z = [ziː]/[zɛd]

## Historia

### Inglés antiguo
El idioma inglés fue primero escrito con el futhorc anglosajón, un alfabeto rúnico usado desde el siglo V. Este alfabeto fue traído a lo que hoy es Inglaterra, junto con la protoforma del propio idioma, por los colonos anglosajones. Han sobrevivido muy pocos ejemplos de esta forma de inglés antiguo escrito, principalmente en forma de inscripciones breves o fragmentos.
El alfabeto latino, introducida por los misioneros cristianos, comenzó a reemplazar al futhorc anglosajón aproximadamente a partir del siglo VII., aunque ambos continuaron en paralelo durante cierto tiempo. El emergente alfabeto inglés se complementó con runas provenientes del futhorc que proporcionó las letras thorn (þ) y wynn (ƿ). La letra eth (ð) fue ideada más tarde como una modificación de la D (d), y finalmente yogh (ȝ) fue creado por escribas normandos a partir de la g insular del inglés antiguo y del irlandés, y utilizado junto a la g carolingia normal.
La ligadura de a-e llamada ash (Æ æ) fue adoptada como una letra por derecho propio, llamada así por la runa æsc. En el inglés antiguo más arcaico, la ligadura o-e ethel (Œ œ) también aparecía como una letra distinta, llamada también a partir de una runa, œðel. Además, se utilizaba la ligadura de v–v o de u-u llamada doble u (W w).
En el año 1011, un monje llamado Byrhtferð registró el orden tradicional del alfabeto inglés antiguo. Enumeró las 23 primeras letras del alfabeto latino, más el ampersand, más 5 letras inglesas adicionales, comenzando con la nota tironiana ond (⁊), un símbolo insular para la conjunción y :

### Inglés moderno
En la ortografía del inglés moderno, las letras thorn (þ), eth (ð), wynn (ƿ), yogh (ȝ), ash (æ) y ethel (œ) son todas obsoletas. Los préstamos del latín reintrodujeron homógrafos de æ y œ en el inglés medio y el inglés moderno temprano, aunque son en gran medida obsoletos y cuando se utilizan no se consideran letras separadas (por ejemplo, para fines la colación en el diccionario), sino más bien ligaduras. Tanto thorn como eth fueron reemplazados por el dígrafo th, aunque thorn continuó existiendo por algún tiempo, y su forma minúscula gradualmente se volvió gráficamente indistinguible de la y minúscula en la mayoría de la escritura a mano. Por ello aún se puede ver en pseudoarcaísmos como "Ye Olde Booke Shoppe" que imitan el uso de "y" en sustitución de "th". Las letras þ y ð todavía se utilizan en el idioma islandés (donde representan dos sonidos separados, /θ/ y /ð/ habiéndose vuelto fonémicamente distinta –como de hecho también sucedió en el inglés moderno), mientras que ð todavía se usa en el feroés actual (aunque solo como letra muda). Wynn desapareció del inglés alrededor del siglo XIV, cuando fue reemplazado por uu, que finalmente se convirtió en la w moderna. Yogh desapareció alrededor del siglo XV. y fue típicamente reemplazado por gh.
Las letras u y j, a diferencia de v e i, se introdujeron en el siglo XVI y la w asumió el estatus de letra independiente. La variante minúscula llamada s larga (ſ) perduró hasta el inglés moderno temprano y se usó en posición no final hasta principios del siglo XIX. Hoy en día, se considera que el alfabeto inglés consta de los siguientes 26 letras:
- A a
- B b
- C c
- D d
- E e
- F f
- G g
- H h
- I i
- J j
- K k
- L l
- M m
- N n
- O o
- P p
- Q q
- R r
- S s
- T t
- U u
- V v
- W w
- X x
- Y y
- Z z

El inglés escrito tiene varios dígrafos,  pero no se consideran letras separadas del alfabeto:
- ch (usually /t͡ʃ/)
- ck (/k/)
- gh (/f/, /g/ or /∅/)
- ng (/ŋ/)
- ph (/f/)
- qu (/kw/)
- sh (/ʃ/)
- th (/θ/ or /ð/)
- wh (/ʍ/ or /w/)
- zh (/ʒ/)

### Ligaduras en uso reciente

Las ligaduras de Adobe Caslon Pro

Aparte de en artículos profesionales sobre temas específicos que tradicionalmente utilizan ligaduras en préstamos lingüísticos, las ligaduras rara vez se utilizan en el inglés moderno. Las ligaduras æ y œ se usaron hasta el siglo XIX en la escritura formal de ciertas palabras de origen griego o latino, como encyclopædia y cœlom, a pesar de que  dichas ligaduras no existían ni en el latín clásico ni en el griego antiguo. En la actualidad, estos suelen escribirse como "ae" y "oe" en todos los tipos de escritura aunque en inglés americano, una única letra e ha reemplazado a ambas (por ejemplo, encyclopedia por encyclopaedia y maneuver por manoeuvre ).

## Braille

a
b
c
d
e
f
g
h
i
j
k
l
m
n
o
p
q
r
s
t
u
v
w
x
y
z